# 限定解除審査
限定解除審査（げんていかいじょしんさ）とは、日本の運転免許証において、各種の限定条件が付けられている免許（限定免許）を、限定条件のない免許に変更するための審査(試験)をいう。

## 具体例
2017年（平成29年）現在、限定解除審査により
- オートマチック限定免許（四輪、二輪ともに）
- 普通自動二輪車免許小型限定
- 大型特殊自動車免許カタピラ車限定又は農耕車限定
- 大型自動車免許自衛隊車両限定
- 中型自動車免許8t限定[1]
- 準中型自動車免許5t限定[2]
- 牽引免許 小型限定及び農耕車限定

の限定を解除することが可能である。
上記以外にも、免許制度の変遷で残ったマイクロバス限定免許、ミニカー限定免許からの限定解除審査もある。
過去の例で広く知られたものには、オートバイの免許が「自動二輪車免許」の1種類であった頃に行われていた、小型限定および中型限定からの限定解除審査がある。特に、中型限定の解除審査は合格することが困難なものとして知られ、排気量400ccを超える大型自動二輪車を運転することが、ライダーの憧れとする風潮があった（ナナハン参照）。当時は、何の修飾もなく単に「限定解除」といえば、即、自動二輪車中型限定免許の解除を意味するものとして認識されていた。
なお、レーシック等で裸眼視力が向上した場合、試験場でその旨を申請して視力の適性検査を受け、所定の視力水準を満たせば、「眼鏡等」の運転条件表示が解除されるが、これは審査（技能試験）を課されないため、一種の限定解除ではあるが、一般的には限定解除審査には含まれない。また、「眼鏡等」の条件付きの免許証で運転する場合は、メガネやコンタクトレンズが必要であり、限定解除を受ける前に裸眼で運転すると免許条件違反となる。

## 申請手続等
限定解除審査の申請は2通りある。
- 直接運転免許試験場に行き、申請手続き後に審査（実質的には技能試験と全く同じ試験）を受ける。試験場での審査には、申請手数料と貸車料が必要となる。

- 限定解除審査に相当する内容の教習を指定自動車教習所で受け、指定教習所での技能審査に合格（運転免許試験場での審査は免除される）した後、3ヶ月以内に合格証を持参して、住所地近くの運転免許試験場（地域によっては警察署も可能）に赴き『免許の条件等』変更の申請手続きを行う。
  - 教習所により異なるが、所要実技教習時間は、おおよそ4 - 6時間。必要金額は、入所金を除けば、限定なし免許教習金額と限定免許教習金額の差額が相場である。
  - 試験内容は修了検定と同じで、試験日も修了検定と同時に行われることがほとんどで、教習所によるが受験料も同額である。
  - 教習所の技能審査合格証明書を持参して手続きする場合でも申請手数料が必要であるが、既に検定試験に合格している為、技能試験の貸車料はかからない。

試験場での審査に合格、または教習所の技能審査合格証明書を試験場に提出すると、既所持免許証の裏面の備考欄に、限定解除した旨の記載がされ、ICチップの記録情報が変更される。
この際、運転免許証交付手数料の追加費用はかからない。
その後、免許の期限満了による更新、他の免許取得による新規発行若しくは免許証の再交付を受けるなど、運転免許証が新しいものになれば、券面上でも限定なしの運転免許証と同じとなる。